# Equipo Unificado en los Juegos Paralímpicos
Equipo Unificado fue la denominación que usó el Comité Paralímpico Internacional para los equipos deportivos de las antiguas repúblicas de la Unión Soviética (excepto los países bálticos) en los Juegos Paralímpicos de Albertville 1992 y en los Juegos Paralímpicos de Barcelona 1992. El nombre oficial en francés fue Équipe Unifiée y el código del CPI para identificar a estos deportistas es EUN. También se usó para designar a este equipo las siglas CEI (Comunidad de Estados Independientes).
En su participación en los Juegos Olímpicos de Verano de 1992 en Barcelona obtuvieron en total 45 medallas: 16 de oro, 14 de plata y 15 de bronce.
En los Juegos Paralímpicos de Invierno participó en la edición de Albertville 1992, consiguiendo un total de 21 medallas: 10 de oro, 8 de plata y 3 de bronce.

## Medallero

### Por edición
| Evento         | Oro | Plata | Bronce | Total |
| -------------- | --- | ----- | ------ | ----- |
| Barcelona 1992 | 16  | 14    | 15     | 45    |
| TOTAL          | 16  | 14    | 15     | 45    |

| Evento           | Oro | Plata | Bronce | Total |
| ---------------- | --- | ----- | ------ | ----- |
| Albertville 1992 | 10  | 8     | 3      | 21    |
| TOTAL            | 10  | 8     | 3      | 21    |

### Por deporte
| Evento        | Oro | Plata | Bronce | Total |
| ------------- | --- | ----- | ------ | ----- |
| Atletismo     | 11  | 10    | 7      | 28    |
| Natación      | 4   | 3     | 6      | 13    |
| Tiro con arco | 1   | 0     | 0      | 1     |
| Yudo          | 0   | 1     | 2      | 3     |
| TOTAL         | 16  | 14    | 15     | 45    |

| Evento         | Oro | Plata | Bronce | Total |
| -------------- | --- | ----- | ------ | ----- |
| Biatlón        | 1   | 0     | 0      | 1     |
| Esquí de fondo | 9   | 8     | 3      | 20    |
| TOTAL          | 10  | 8     | 3      | 21    |